# Hercodera angolana
Hercodera angolana là một loài bọ cánh cứng trong họ Cerambycidae.